# T'Pau
T'Pau es un grupo de pop rock británico formado en Shrewsbury (Shropshire) y liderado por la vocalista Carol Decker. La banda estuvo activa en la segunda mitad de la década de 1980 y a principios de la de 1990 y contó con cierto éxito en el Reino Unido y el resto de Europa con los sencillos "China in Your Hand", "Heart and Soul" y "Valentine", antes de disolverse en 1992.
Después de la disolución, Decker siguió empleando el nombre de T'Pau en espectáculos individuales y conciertos, y en 2013 se reunió con el miembro original de la banda y cocompositor Ronnie Rogers para una gira por todo el Reino Unido, con motivo del 25º aniversario.

## Integrantes
Miembros actuales
- Carol Decker – voz, compositora (1986-1991, 1998-presente)
- Ronnie Rogers – guitarra rítmica, compositor (1986-1991, 2007, 2013-presente)

Miembros de la banda de gira
- Carsten Moss – teclados
- James Ashby – guitarra solista
- Kez Gunes – bajo
- Dave Hattee – batería
- Odette Adams – coros

Miembros anteriores
- Tim Burgess – batería, percusión (1986–1991)
- Michael Chetwood – teclados (1986–1991)
- Paul Jackson – bajo (1986-1991)
- Taj Wyzgowski – guitarra solista (1986-1987)
- Dean Howard – guitarra principal (1987-1991)
- Jez Ashurst – guitarra solista (1998)
- Dave Hattee – batería, percusión (1998)
- Dan McKinna – bajo (1998)

## Discografía

### Álbumes de estudio
| Año  | Título          | Posiciones en las listas musicales | Posiciones en las listas musicales | Posiciones en las listas musicales | Posiciones en las listas musicales | Posiciones en las listas musicales | Posiciones en las listas musicales | Posiciones en las listas musicales | Posiciones en las listas musicales | Posiciones en las listas musicales | Posiciones en las listas musicales | Posiciones en las listas musicales | Certificaciones                        |
| Año  | Título          | RU                                 | AUS                                | AUT                                | CAN                                | ALE                                | NED                                | NOR                                | NZL                                | SUE                                | SUI                                | USA                                | Certificaciones                        |
| ---- | --------------- | ---------------------------------- | ---------------------------------- | ---------------------------------- | ---------------------------------- | ---------------------------------- | ---------------------------------- | ---------------------------------- | ---------------------------------- | ---------------------------------- | ---------------------------------- | ---------------------------------- | -------------------------------------- |
| 1987 | Bridge of Spies | 1                                  | 95                                 | 12                                 | 17                                 | 7                                  | 6                                  | 1                                  | 6                                  | 11                                 | 3                                  | 31                                 | - RU: ×4 Platino - CAN: Oro - ALE: Oro |
| 1988 | Rage            | 4                                  | —                                  | —                                  | —                                  | 44                                 | —                                  | 16                                 | —                                  | 14                                 | 21                                 | —                                  | - RU: Platino                          |
| 1991 | The Promise     | 10                                 | —                                  | —                                  | —                                  | —                                  | —                                  | —                                  | —                                  | —                                  | 40                                 | —                                  | - RU: Plata                            |
| 1998 | Red             | —                                  | —                                  | —                                  | —                                  | —                                  | —                                  | —                                  | —                                  | —                                  | —                                  | —                                  |                                        |
| 2015 | Pleasure & Pain | 98                                 | —                                  | —                                  | —                                  | —                                  | —                                  | —                                  | —                                  | —                                  | —                                  | —                                  |                                        |

### Álbumes en vivo
- 2003: Greatest Hits LIVE (grabado en 1999)
- 2006: Live in Montreux (grabado en 1998)
- 2008: Greatest Hits Live and More!

### Álbumes recopilatorios
- 1993: Heart and Soul: The Very Best of T'Pau
- 1997: The Greatest Hits
- 2005: Hits (reedición de The Greatest Hits)
- 2007: The Essential

### Sencillos
| Año  | Título                  | Posiciones en las listas musicales | Posiciones en las listas musicales | Posiciones en las listas musicales | Posiciones en las listas musicales | Posiciones en las listas musicales | Posiciones en las listas musicales | Posiciones en las listas musicales | Posiciones en las listas musicales | Posiciones en las listas musicales | Posiciones en las listas musicales | Posiciones en las listas musicales | Posiciones en las listas musicales | Posiciones en las listas musicales | Álbum                                   |
| Año  | Título                  | RU                                 | AUS                                | AUT                                | BEL                                | CAN                                | ALE                                | IRE                                | NED                                | NOR                                | NZL                                | SUE                                | SUI                                | USA                                | Álbum                                   |
| ---- | ----------------------- | ---------------------------------- | ---------------------------------- | ---------------------------------- | ---------------------------------- | ---------------------------------- | ---------------------------------- | ---------------------------------- | ---------------------------------- | ---------------------------------- | ---------------------------------- | ---------------------------------- | ---------------------------------- | ---------------------------------- | --------------------------------------- |
| 1987 | "Heart and Soul"        | 4                                  | 18                                 | —                                  | 16                                 | 1                                  | 10                                 | 4                                  | 37                                 | —                                  | 9                                  | 20                                 | 9                                  | 4                                  | Bridge of Spies                         |
| 1987 | "Intimate Strangers"    | —                                  | —                                  | —                                  | —                                  | —                                  | —                                  | —                                  | —                                  | —                                  | —                                  | —                                  | —                                  | —                                  | Bridge of Spies                         |
| 1987 | "China in Your Hand"    | 1                                  | 53                                 | 5                                  | 1                                  | 20                                 | 2                                  | 1                                  | 1                                  | 1                                  | 8                                  | 5                                  | 1                                  | —                                  | Bridge of Spies                         |
| 1987 | "Bridge of Spies"       | —                                  | —                                  | —                                  | —                                  | —                                  | —                                  | —                                  | —                                  | —                                  | —                                  | —                                  | —                                  | —                                  | Bridge of Spies                         |
| 1987 | "Valentine"             | 9                                  | —                                  | —                                  | 16                                 | —                                  | 37                                 | 10                                 | 17                                 | —                                  | —                                  | —                                  | 21                                 | —                                  | Bridge of Spies                         |
| 1988 | "Sex Talk (Live)"       | 23                                 | —                                  | —                                  | —                                  | —                                  | —                                  | 21                                 | —                                  | —                                  | —                                  | —                                  | —                                  | —                                  | Bridge of Spies                         |
| 1988 | "I Will Be with You"    | 14                                 | —                                  | —                                  | —                                  | —                                  | —                                  | 15                                 | —                                  | —                                  | —                                  | —                                  | —                                  | —                                  | Bridge of Spies                         |
| 1988 | "Secret Garden"         | 18                                 | —                                  | —                                  | —                                  | —                                  | 66                                 | 8                                  | —                                  | —                                  | —                                  | —                                  | —                                  | —                                  | Rage                                    |
| 1988 | "Road to Our Dream"     | 42                                 | —                                  | —                                  | —                                  | —                                  | —                                  | 24                                 | —                                  | —                                  | —                                  | —                                  | —                                  | —                                  | Rage                                    |
| 1989 | "Only the Lonely"       | 28                                 | —                                  | —                                  | —                                  | —                                  | —                                  | 22                                 | —                                  | —                                  | —                                  | —                                  | —                                  | —                                  | Rage                                    |
| 1991 | "Whenever You Need Me"  | 16                                 | —                                  | —                                  | —                                  | —                                  | 51                                 | 26                                 | —                                  | —                                  | —                                  | —                                  | —                                  | —                                  | The Promise                             |
| 1991 | "Walk on Air"           | 62                                 | —                                  | —                                  | —                                  | —                                  | —                                  | —                                  | —                                  | —                                  | —                                  | —                                  | —                                  | —                                  | The Promise                             |
| 1991 | "Soul Destruction"      | —                                  | —                                  | —                                  | —                                  | —                                  | —                                  | —                                  | —                                  | —                                  | —                                  | —                                  | —                                  | —                                  | The Promise                             |
| 1991 | "Only a Heartbeat"      | —                                  | —                                  | —                                  | —                                  | —                                  | —                                  | —                                  | —                                  | —                                  | —                                  | —                                  | —                                  | —                                  | The Promise                             |
| 1993 | "Valentine"             | 53                                 | —                                  | —                                  | —                                  | —                                  | —                                  | —                                  | —                                  | —                                  | —                                  | —                                  | —                                  | —                                  | Heart and Soul – The Very Best of T'Pau |
| 1997 | "Heart & Soul 97"       | 186                                | —                                  | —                                  | —                                  | —                                  | —                                  | —                                  | —                                  | —                                  | —                                  | —                                  | —                                  | —                                  | Red                                     |
| 1998 | "With a Little Luck"    | —                                  | —                                  | —                                  | —                                  | —                                  | —                                  | —                                  | —                                  | —                                  | —                                  | —                                  | —                                  | —                                  | Red                                     |
| 1999 | "Giving Up the Ghost"   | —                                  | —                                  | —                                  | —                                  | —                                  | —                                  | —                                  | —                                  | —                                  | —                                  | —                                  | —                                  | —                                  | Red                                     |
| 2018 | "Run"                   | —                                  | —                                  | —                                  | —                                  | —                                  | —                                  | —                                  | —                                  | —                                  | —                                  | —                                  | —                                  | —                                  |                                         |
| 2020 | "Be Wonderful"          | —                                  | —                                  | —                                  | —                                  | —                                  | —                                  | —                                  | —                                  | —                                  | —                                  | —                                  | —                                  | —                                  |                                         |
| 2021 | "Guess Who's Sorry Now" | —                                  | —                                  | —                                  | —                                  | —                                  | —                                  | —                                  | —                                  | —                                  | —                                  | —                                  | —                                  | —                                  |                                         |